# Haval M6
Haval M6 — кроссовер, выпускаемый с 2017 года компанией Haval — подразделением китайского автопроизводителя Great Wall Motors.

## История
Модель представлена в 2017 году как спортивный вариант Haval H6 первого поколения, разделяет с ним платформу и двигатель — 4G15 (лицензионный двигатель семейства Mitsubishi Orion производства Great Wall) бензиновый турбомотор объёмом 1,5-литра мощностью 150 л. с. с 6-ступенчатой «механикой» или 6-ступенчатым «автоматом». В продаже в Китае предлагался по ценам от 89 800 до 112 800 юаней.
В июне 2019 года был произведён рестайлинг с изменением дизайна передней части. Двигатель остался тот, но к ранее доступным коробкам передач в качестве опции стал предлагаться 7-ступенчатый «робот» с двойным сцеплением.
В январе 2021 года в качестве «второго поколения» был представлен вариант Haval M6 Plus, всё так же построенный на той же платформе, что и Haval H6 первого поколения, но прошедшей модернизацию. В то же время автомобиль имеет изменённый кузов и полностью новый дизайн салона. Двигатель так же остался прежним, варианты трансмиссии — 6-ступенчатая «механика» или 6-ступенчатый «робот» с двойным сцеплением.
В 2023 году состоялся выход следующего поколения, построенного на модульной платформе L.E.M.O.N. и двигателями от модели Haval H6 — 1,5- и 2-литровые турбомоторы в паре с 7-ступенчатым «роботом» с двумя мокрыми сцеплениями.

### На рынке России
Кроссовер Haval M6 вышел на рынок России летом 2023 года. Автомобиль предлагается с бензиновым мотором GW4G15F (разработанным на базе двигателя Toyota 1NZ-FE) объёмом 1,5 литра, мощность которого снижена до 143 л. с., в сочетании с шестиступенчатой механической или семиступенчатой роботизированной коробками передач.
В 2024 году началась сборка автомобиля для России в Калуге на заводе Peugeot.

## Продажи в России
| Год  | Продажи |
| ---- | ------- |
| 2024 | 38 043  |

## Галерея

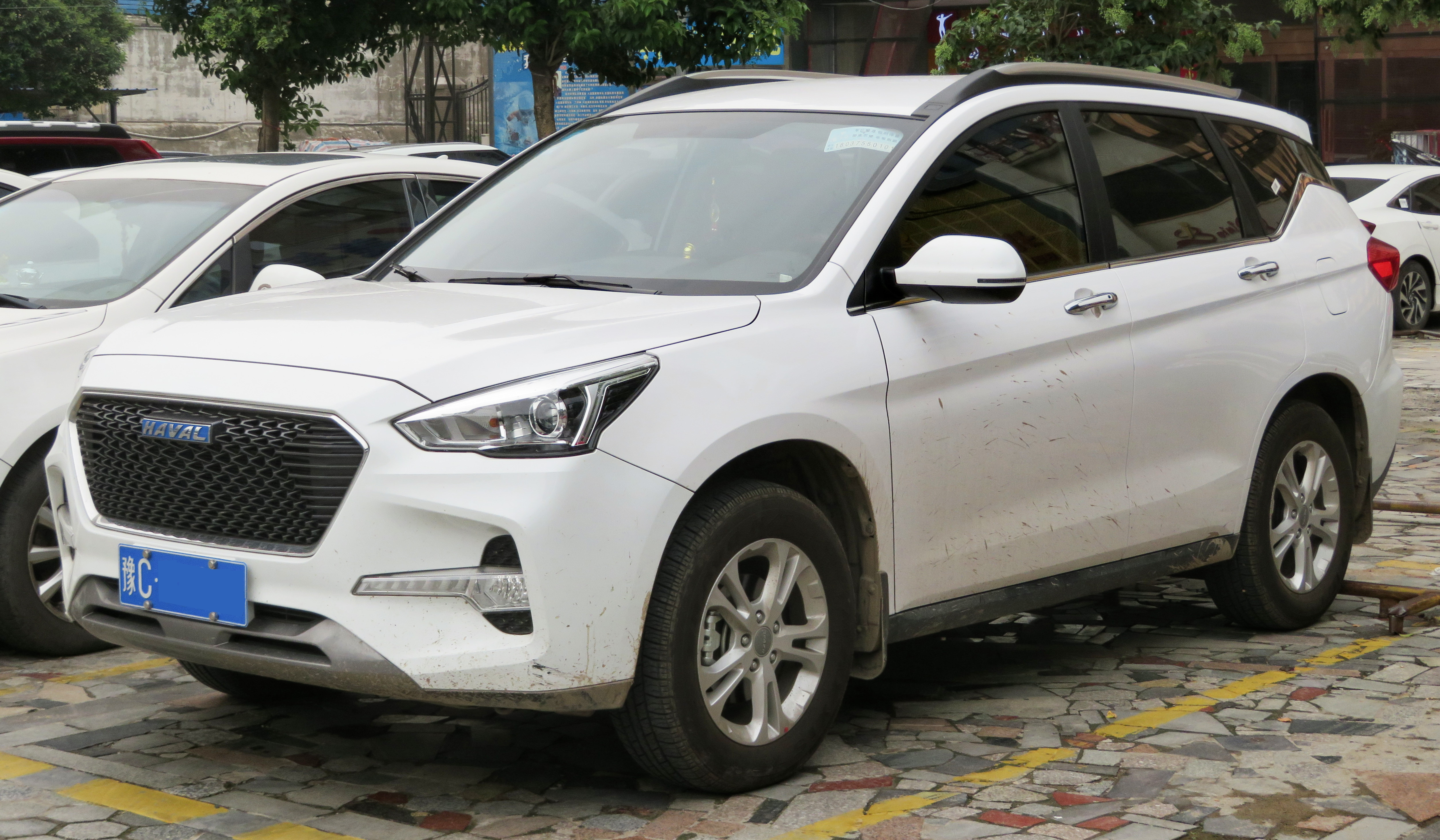
Haval M6, 2017-2019
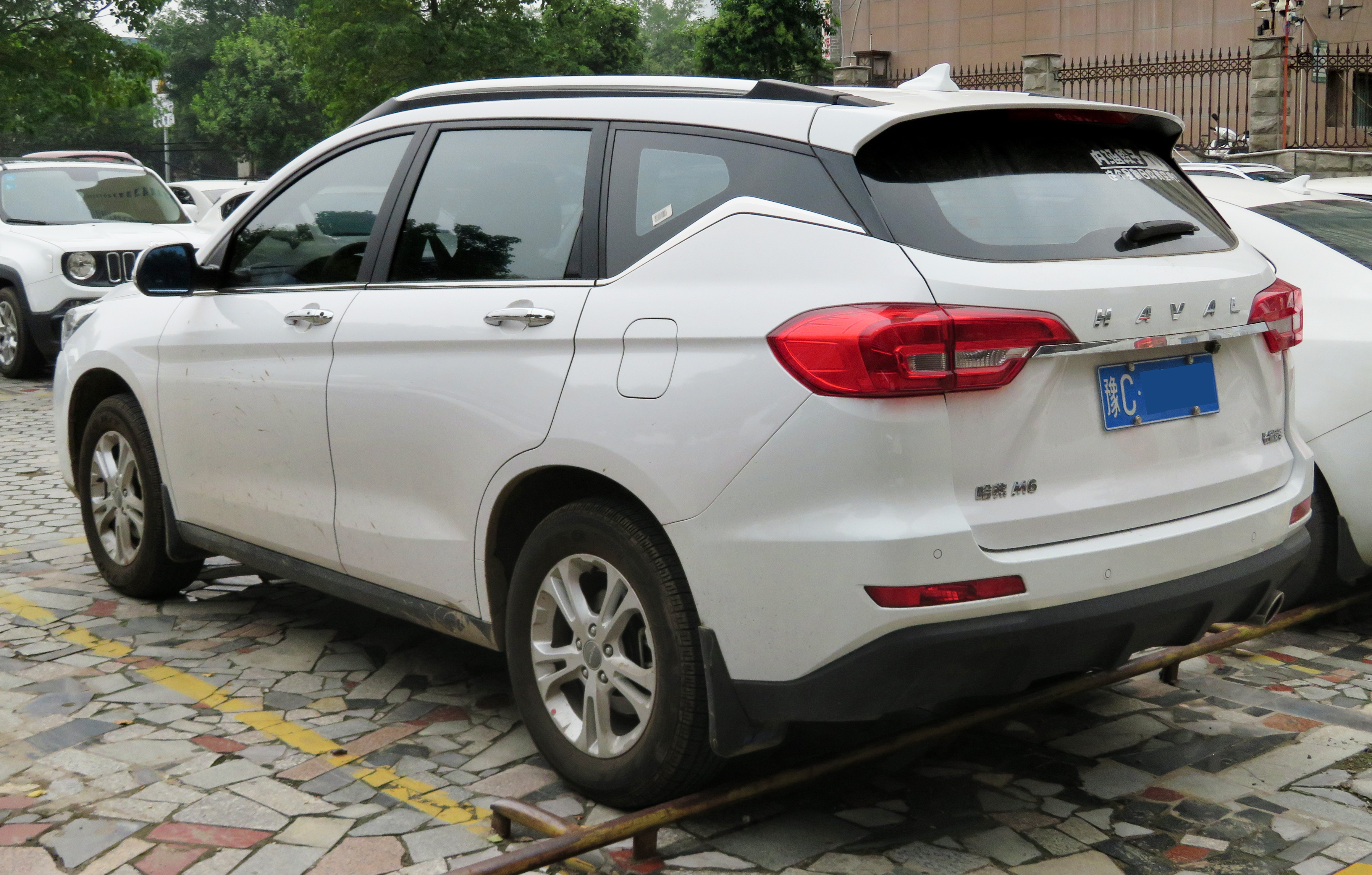
Haval M6, 2017-2019

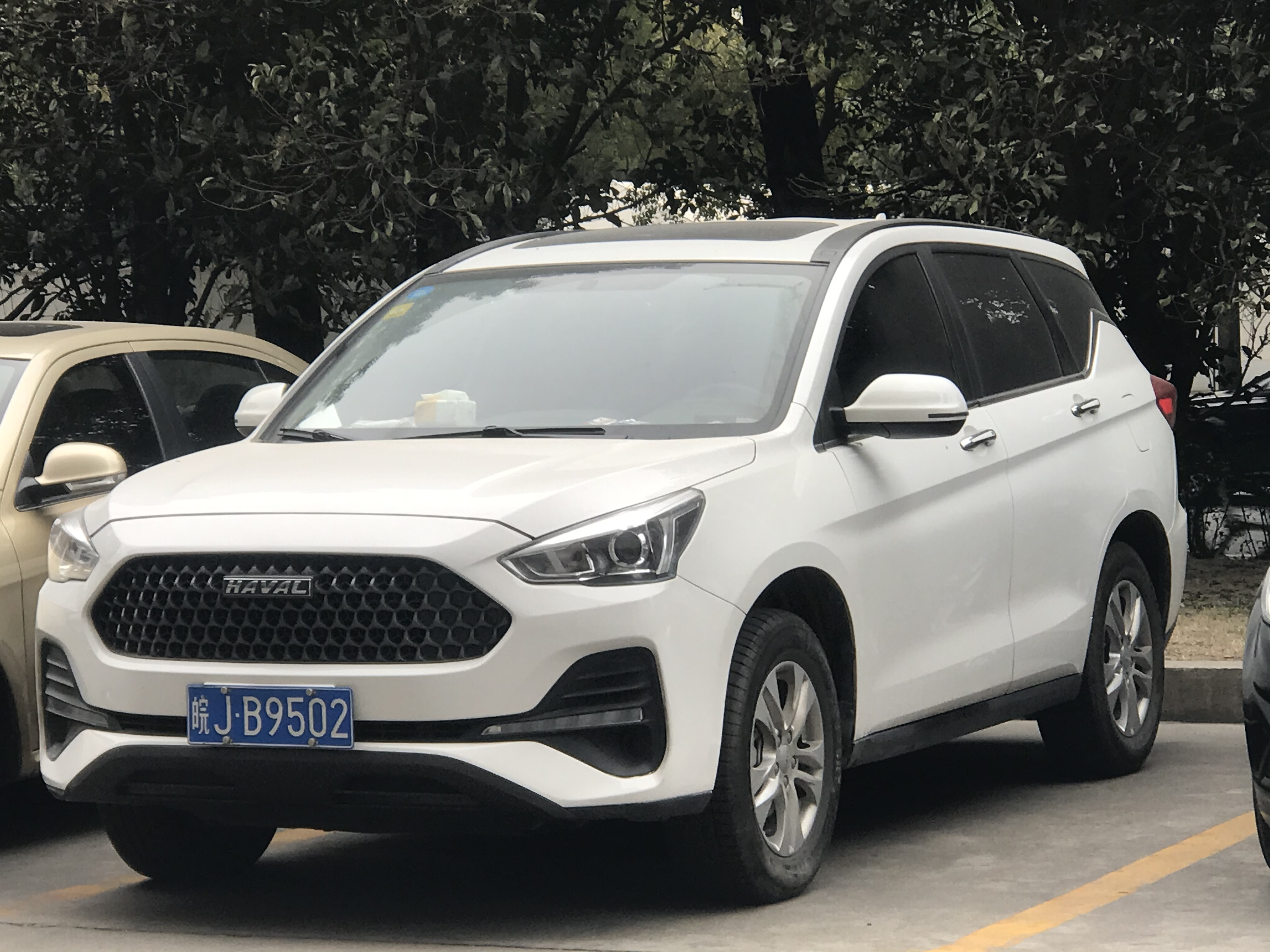
Haval M6, 2019-2021
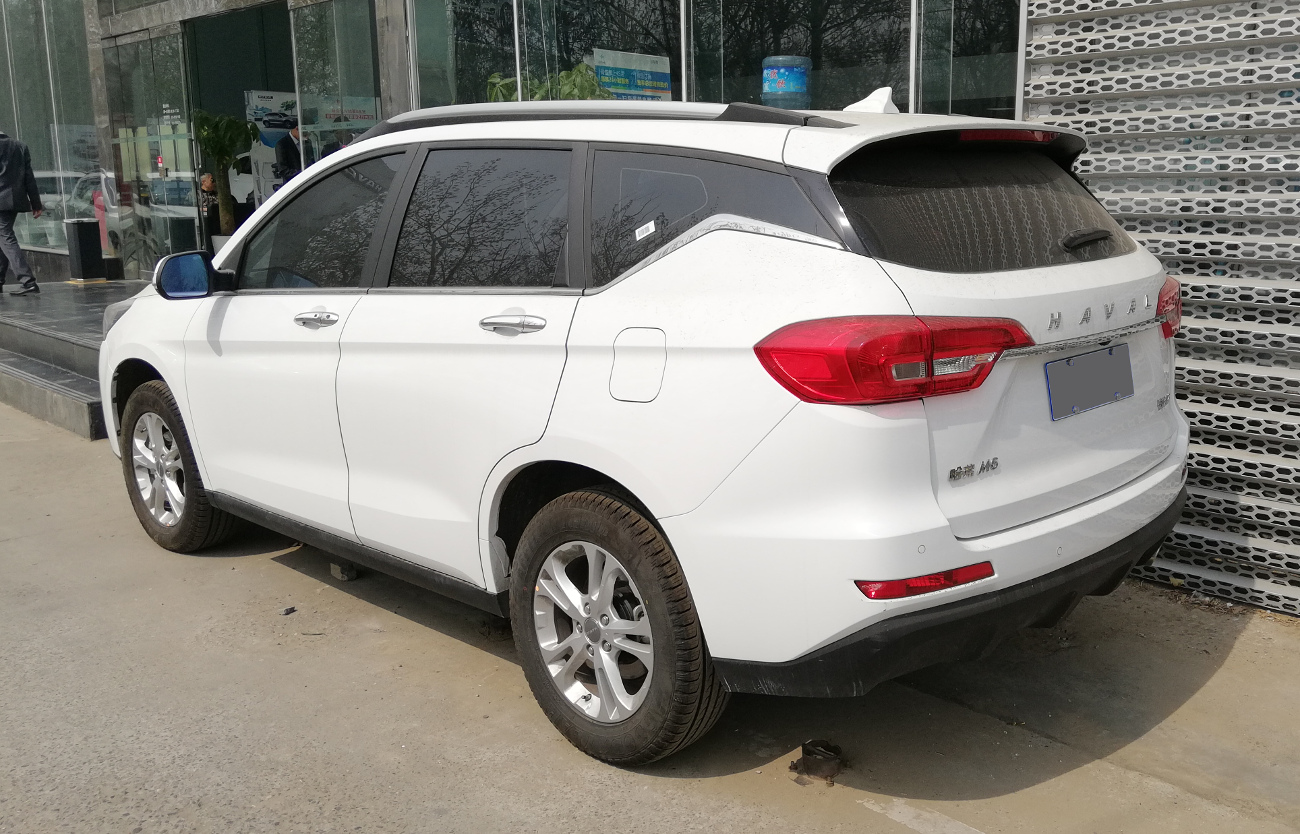
Haval M6, 2019-2021

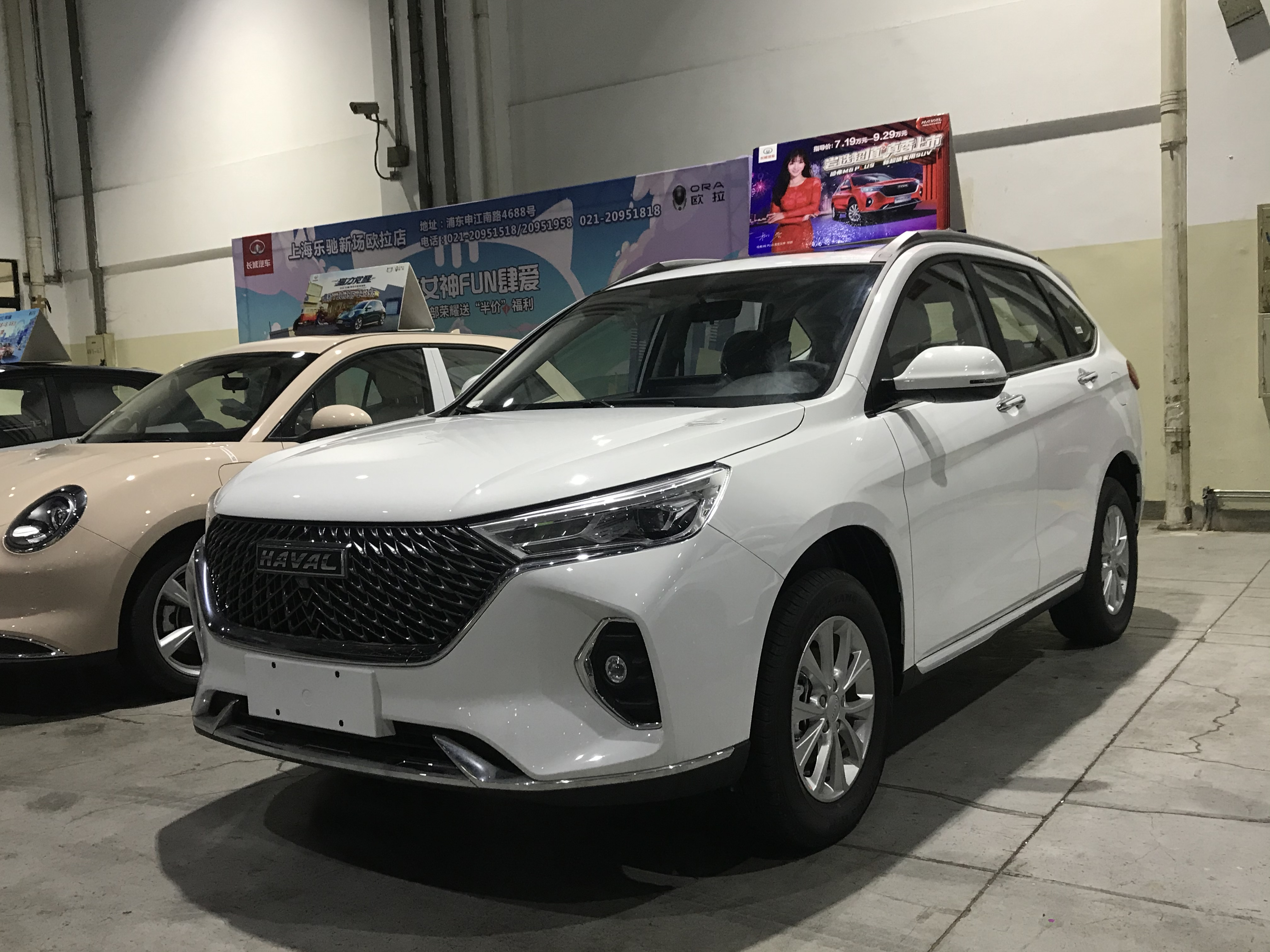
Haval M6 Plus, с 2021 года
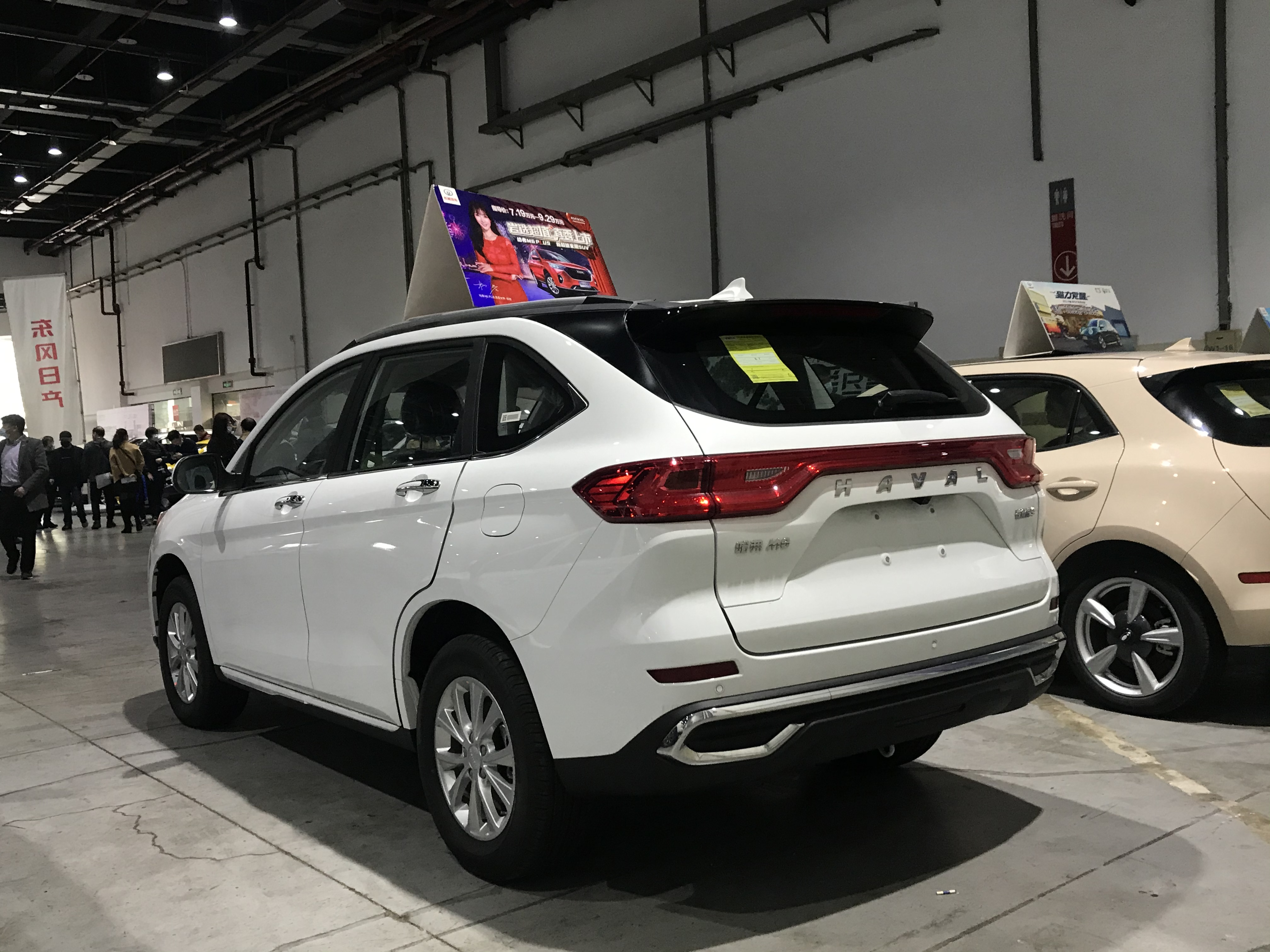
Haval M6 Plus, с 2021 года